# فرانسیسکو کوکو
فرانسیسکو کوکو (انگلیسی: Francisco Cuoco؛ زادهٔ ۲۹ نوامبر ۱۹۳۳) یک هنرپیشه اهل برزیل است.